# Rosa praelucens
Rosa praelucens — вид рослин з родини трояндових (Rosaceae); ендемік Китаю.

## Опис
Кущ 2–3 метри заввишки. Гілочки пурпурно-коричневі, циліндричні, міцні; колючки нечисленні, розсіяні, прямі або зігнуті на кінчику, до 1.5 см, міцні, плоскі, поступово звужуються до основи до 2 см в поперечнику. Листки включно з ніжками 5–13(20) см; прилистки в основному прилягають до ніжки, вільні частини трикутні або ланцетні, обидві поверхні запушені, край залозисто-запушений, верхівка загострена; остови й ніжки запушені, розсіяно коротко колючі; листочків 7–13, зворотно-яйцюваті або еліптичні, 1–3.5(6) × 0.7–1.2(2.3) мм, обидві поверхні щільно запушені, округла або широко клиноподібна, край просто пилчастий у верхній 1/2, або непомітно подвійно пилчастий, верхівка округло-тупа або гостра. Квітка поодинока, (5)8–9 см у діаметрі. Чашолистків 5, трохи коротші за пелюстки, яйцювато-ланцетні. Пелюсток 5, червоні, широко зворотно-яйцюваті, основа широко клиноподібна, верхівка закруглена або виїмчаста. Цинародії зелено-коричневі, 1–1.5 мм у діаметрі, рідко залозисто колючі, зі стійкими, випростаними чашолистиками.

## Поширення
Ендемік Китаю: пн.-зх. Юньнань. Населяє ліс на відкритих схилах; 2700–3000 метрів.